# Klubi Futbollistik Vushtrria
Il KF LLamkos Kosova è una società calcistica del Kosovo con sede a Vushtrria. Fondata nel 1922, milita nella Liga e Parë la seconda divisione del campionato di calcio del Kosovo.

## Palmarès

### Competizioni nazionali
- Supercoppa del Kosovo: 1

2014

### Altri piazzamenti
- Coppa del Kosovo:

Semifinalista: 2013-2014, 2017-2018